# Simone Franceschi
Simone Franceschi (Pescia, 10 settembre 1976) è un allenatore di pallavolo italiano.

## Biografia
Nel 1995 comincia la sua attività di scoutman (attività che preferisce svolgere nonostante sia un allenatore) nella società pallavolistica del suo comune, Monsummano Terme.
Passato nella vicina società Pallavolo Buggiano, arriva ad allenare in B1 femminile. Da lì in poi si schiudono le porte della serie A che lo portano a girare in tutta Italia e non solo, visto che al suo attivo ha anche una stagione di club all'estero, a Dubai.
Nel 2014 si trasferisce alla River Volley dove vince immediatamente la Supercoppa Italiana e partecipa alla Champions League.
Nel 2015 arriva a giocarsi sia la finale di Coppa Italia che la finale Scudetto e si riqualifica per la Champions League.
Nel 2016 torna nuovamente in Calabria, nel Volley Soverato, ma la stagione dopo, nel 2017, torna subito a lavorare per la River Volley, che nel frattempo si è trasferita a Modena.
Nell'estate 2018 la Lega Pallavolo Serie A femminile lo sceglie come prima persona a ricoprire il ruolo di supervisor delle statistiche della Serie A femminile.
Non potendo più lavorare per club di serie A, causa nuovo ruolo, collabora con società di serie B (Cerignola, Volta Mantovana, Bisceglie).
A luglio 2023 acquisisce la qualifica di Volley Data Analyst seguendo un corso organizzato da Wylab.
Ha collaborato con le selezioni nazionali di Ucraina, Bulgaria, Romania, Brasile juniores, Croazia, Montenegro.
Oltre ad essere un allenatore abilitato in Italia, è allenatore FIVB nonché primo ed unico italiano ad avere l'abilitazione a professore internazionale di Match Analysis.